# Vuelta a España 2014
La 69.ª edición de la Vuelta a España se disputó desde el 23 de agosto hasta el 14 de septiembre de 2014, entre las localidades de Jerez de la Frontera y Santiago de Compostela, con un recorrido total de 3.191,3 km repartidos en 21 etapas.

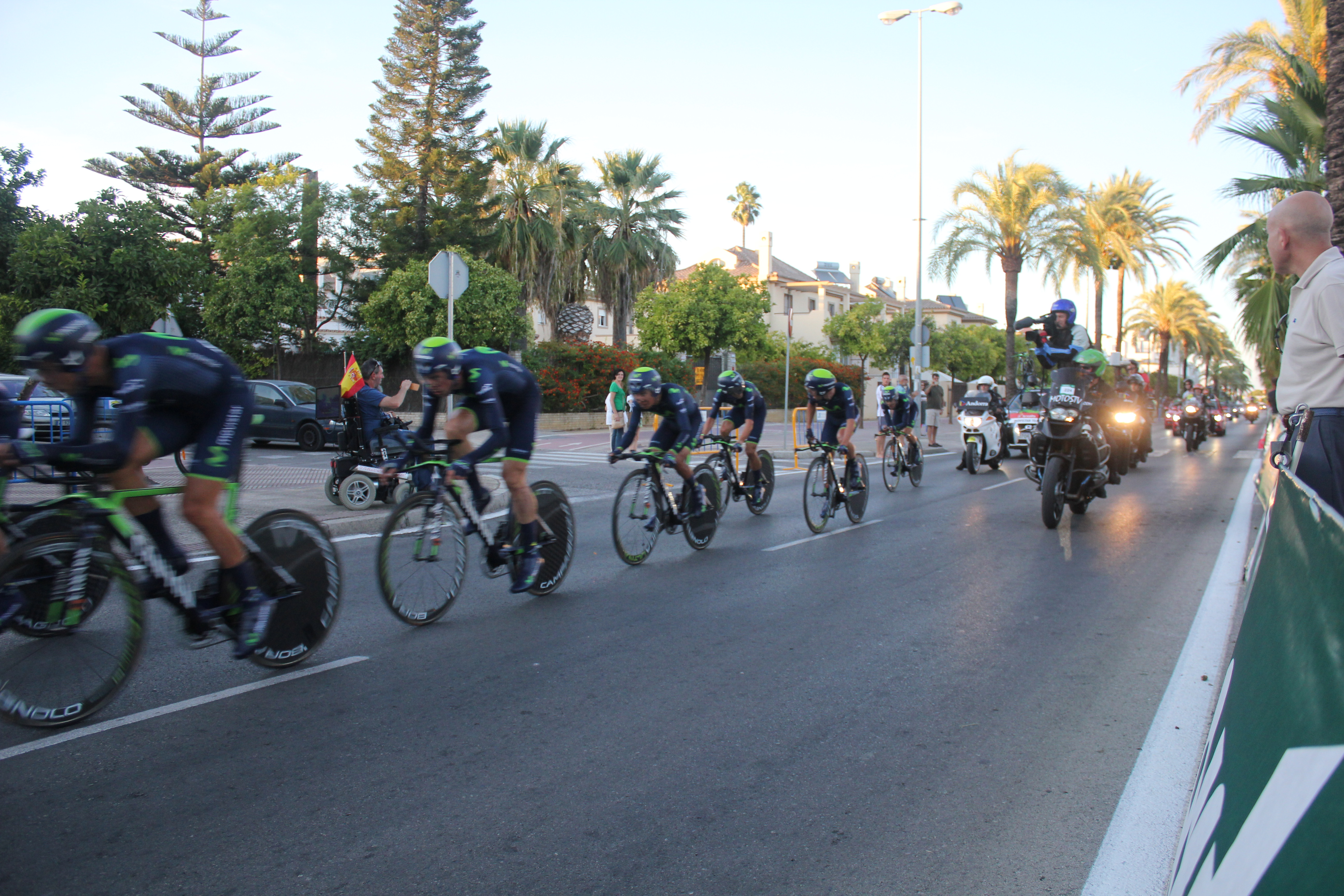
Primera etapa

Doce localidades fueron salidas inéditas en 2014, Algeciras, Mairena del Alcor, Alhendín, Baeza, Carboneras de Guadazaón, Real Monasterio de Santa María de Veruela, Belorado, San Martín del Rey Aurelio, Ortigueira, La Estrada, Salvatierra de Miño, Monasterio de San Esteban; mientras que también fueron finales inéditos de etapa San Fernando, Ronda, La Zubia, Alcaudete, Borja, Santuario de San Miguel de Aralar, Obregón, La Camperona, Monte Castrove, Meis y Cangas de Morrazo.
De las 21 etapas, 13 fueron de media y alta montaña, con 8 llegadas en alto. Además contó con 5 etapas planas y 3 contrarreloj, la primera de ellas por equipos.
Por primera vez desde 1993, La Vuelta no finalizó en Madrid, haciéndolo en Santiago de Compostela con una crono individual.
La carrera formó parte del UCI WorldTour 2014.
El ganador final fue Alberto Contador, logrando así su tercera ronda española. Además del jersey rojo se hizo con las etapas con final en La Farrapona y el Puerto de Ancares y la clasificación combinada. Le acompañaron en el podio Christopher Froome (ganador del premio de la combatividad) y Alejandro Valverde, respectivamente.
En las otras clasificaciones secundarias se impusieron Luis León Sánchez (montaña), John Degenkolb (puntos) y Katusha (equipos).

## Equipos participantes
Tomaron parte en la carrera 22 equipos. Los 18 equipos de categoría UCI ProTeam (al tener asegurada y ser obligada su participación); más 4 de categoría Profesional Continental invitados por la organización (Caja Rural-Seguros RGA, Cofidis, Solutions Crédits, IAM Cycling y MTN Qhubeka). Formando así un pelotón de 198 ciclistas con 8 corredores cada equipo, de los que acabaron 159. Los equipos participantes fueron:
| ProTeams (18)- AG2R La Mondiale - Astana - Katusha - BMC Racing Team - Belkin - Cannondale - Team Europcar - FDJ.fr - Garmin-Sharp - Giant-Shimano - Lampre-Merida - Lotto-Belisol - Movistar Team - Omega Pharma-Quick Step - Orica-GreenEDGE - Sky - Tinkoff-Saxo - Trek Factory Racing Equipos continentales profesionales (4)- Caja Rural–Seguros RGA - Cofidis, Solutions Crédits - IAM Cycling - MTN-Qhubeka |
| |

Una ausencia destacada fue la del ganador en 2013, Chris Horner quién fue apartado del equipo el día anterior al inicio.

## Clasificaciones finales

### Clasificación general
| \| Clasificación general \| Clasificación general \| Clasificación general \| Clasificación general \| Clasificación general \| \| Ciclista \| Ciclista \| Equipo \| Tiempo \| \| \| --------------------- \| --------------------- \| -------------------------- \| --------------------- \| --------------------- \| \| 1.º \| Alberto Contador \| Tinkoff-Saxo \| 81 h 25 min 05 s \| \| \| 2.º \| Chris Froome \| Team Sky \| + 1 min 10 s \| \| \| 3.º \| Alejandro Valverde \| Movistar Team \| + 2 min 30 s \| \| \| 4.º \| Joaquim Rodríguez \| Katusha \| + 3 min 25 s \| \| \| 5.º \| Fabio Aru \| Astana \| + 4 min 48 s \| \| \| 6.º \| Samuel Sánchez \| BMC Racing Team \| + 9 min 30 s \| \| \| 7.º \| Daniel Martin \| Garmin-Sharp \| + 10 min 38 s \| \| \| 8.º \| Warren Barguil \| Giant-Shimano \| + 11 min 50 s \| \| \| 9.º \| Damiano Caruso \| Cannondale \| + 12 min 50 s \| \| \| 10.º \| Dani Navarro \| Cofidis, Solutions Crédits \| + 13 min 02 s \| \| \| 11.º \| Dani Moreno \| Katusha \| + 16 min 44 s \| \| \| 12.º \| Mikel Nieve \| Team Sky \| + 19 min 54 s \| \| \| 13.º \| Romain Sicard \| Team Europcar \| + 24 min 20 s \| \| \| 14.º \| Wilco Kelderman \| Belkin \| + 25 min 04 s \| \| \| 15.º \| Giampaolo Caruso \| Katusha \| + 25 min 27 s \| \| \| 16.º \| Maxime Monfort \| Lotto-Belisol \| + 29 min 52 s \| \| \| 17.º \| Sergio Pardilla \| MTN-Qhubeka \| + 32 min 00 s \| \| \| 18.º \| Dominik Nerz \| BMC Racing Team \| + 37 min 25 s \| \| \| 19.º \| Luis Ángel Maté \| Cofidis, Solutions Crédits \| + 42 min 04 s \| \| \| 20.º \| David Arroyo \| Caja Rural-Seguros RGA \| + 52 min 51 s \| \| |                    |                            |                  |
| |                    |                            |                  |
| Fuente: ProCyclingStats |                    |                            |                  |
| Clasificación general |                    |                            |                  |
| Ciclista | Ciclista           | Equipo                     | Tiempo           |
| 1.º | Alberto Contador   | Tinkoff-Saxo               | 81 h 25 min 05 s |
| 2.º | Chris Froome       | Team Sky                   | + 1 min 10 s     |
| 3.º | Alejandro Valverde | Movistar Team              | + 2 min 30 s     |
| 4.º | Joaquim Rodríguez  | Katusha                    | + 3 min 25 s     |
| 5.º | Fabio Aru          | Astana                     | + 4 min 48 s     |
| 6.º | Samuel Sánchez     | BMC Racing Team            | + 9 min 30 s     |
| 7.º | Daniel Martin      | Garmin-Sharp               | + 10 min 38 s    |
| 8.º | Warren Barguil     | Giant-Shimano              | + 11 min 50 s    |
| 9.º | Damiano Caruso     | Cannondale                 | + 12 min 50 s    |
| 10.º | Dani Navarro       | Cofidis, Solutions Crédits | + 13 min 02 s    |
| 11.º | Dani Moreno        | Katusha                    | + 16 min 44 s    |
| 12.º | Mikel Nieve        | Team Sky                   | + 19 min 54 s    |
| 13.º | Romain Sicard      | Team Europcar              | + 24 min 20 s    |
| 14.º | Wilco Kelderman    | Belkin                     | + 25 min 04 s    |
| 15.º | Giampaolo Caruso   | Katusha                    | + 25 min 27 s    |
| 16.º | Maxime Monfort     | Lotto-Belisol              | + 29 min 52 s    |
| 17.º | Sergio Pardilla    | MTN-Qhubeka                | + 32 min 00 s    |
| 18.º | Dominik Nerz       | BMC Racing Team            | + 37 min 25 s    |
| 19.º | Luis Ángel Maté    | Cofidis, Solutions Crédits | + 42 min 04 s    |
| 20.º | David Arroyo       | Caja Rural-Seguros RGA     | + 52 min 51 s    |

### Clasificación por puntos
| Clasificación por puntos | Clasificación por puntos | Clasificación por puntos | Clasificación por puntos | Clasificación por puntos |
| Ciclista                 | Ciclista                 | Equipo                   | Puntos                   |                          |
| ------------------------ | ------------------------ | ------------------------ | ------------------------ | ------------------------ |
| 1.º                      | John Degenkolb           | Giant-Shimano            | 169 pts                  |                          |
| 2.º                      | Alejandro Valverde       | Movistar Team            | 146 pts                  |                          |
| 3.º                      | Alberto Contador         | Tinkoff-Saxo             | 145 pts                  |                          |
| 4.º                      | Chris Froome             | Team Sky                 | 139 pts                  |                          |
| 5.º                      | Joaquim Rodríguez        | Katusha                  | 117 pts                  |                          |
| 6.º                      | Michael Matthews         | Orica-GreenEDGE          | 105 pts                  |                          |
| 7.º                      | Fabio Aru                | Astana                   | 103 pts                  |                          |
| 8.º                      | Daniel Martin            | Garmin-Sharp             | 85 pts                   |                          |
| 9.º                      | Jasper Stuyven           | Trek Factory Racing      | 71 pts                   |                          |
| 10.º                     | Damiano Caruso           | Cannondale               | 61 pts                   |                          |

### Clasificación de la montaña
| Clasificación de la montaña | Clasificación de la montaña | Clasificación de la montaña | Clasificación de la montaña | Clasificación de la montaña |
| Ciclista                    | Ciclista                    | Equipo                      | Puntos                      |                             |
| --------------------------- | --------------------------- | --------------------------- | --------------------------- | --------------------------- |
| 1.º                         | Luis León Sánchez           | Caja Rural-Seguros RGA      | 58 pts                      |                             |
| 2.º                         | Alberto Contador            | Tinkoff-Saxo                | 45 pts                      |                             |
| 3.º                         | Alejandro Valverde          | Movistar Team               | 40 pts                      |                             |
| 4.º                         | Przemysław Niemiec          | Lampre-Merida               | 33 pts                      |                             |
| 5.º                         | Chris Froome                | Team Sky                    | 33 pts                      |                             |
| 6.º                         | Lluís Mas                   | Caja Rural-Seguros RGA      | 20 pts                      |                             |
| 7.º                         | Fabio Aru                   | Astana                      | 19 pts                      |                             |
| 8.º                         | Joaquim Rodríguez           | Katusha                     | 19 pts                      |                             |
| 9.º                         | Winner Anacona              | Lampre-Merida               | 18 pts                      |                             |
| 10.º                        | Alessandro De Marchi        | Cannondale                  | 18 pts                      |                             |

### Clasificación combinada
En la clasificación combinada se suman los puestos de los corredores en la clasificación general, la clasificación a puntos y la de la montaña. El corredor que menos puestos tenga en la suma de las tres camisas es el primero de la clasificación.
| Clasificación de la combinada | Clasificación de la combinada | Clasificación de la combinada | Clasificación de la combinada | Clasificación de la combinada |
| Ciclista                      | Ciclista                      | Equipo                        | Puntos                        |                               |
| ----------------------------- | ----------------------------- | ----------------------------- | ----------------------------- | ----------------------------- |
| 1.º                           | Alberto Contador              | Tinkoff-Saxo                  | 6 pts                         |                               |
| 2.º                           | Alejandro Valverde            | Movistar Team                 | 8 pts                         |                               |
| 3.º                           | Chris Froome                  | Team Sky                      | 11 pts                        |                               |
| 4.º                           | Joaquim Rodríguez             | Katusha                       | 17 pts                        |                               |
| 5.º                           | Fabio Aru                     | Astana                        | 19 pts                        |                               |

### Clasificación por equipos
| Clasificación por equipos | Clasificación por equipos  | Clasificación por equipos | Clasificación por equipos |
| Equipo                    | Equipo                     | Tiempo                    |                           |
| ------------------------- | -------------------------- | ------------------------- | ------------------------- |
| 1.º                       | Movistar Team              | 256 h 44 min 38 s         |                           |
| 2.º                       | Sky                        | + 29 min 47 s             |                           |
| 3.º                       | Katusha                    | + 35 min 44 s             |                           |
| 4.º                       | Astana                     | + 48 min 24 s             |                           |
| 5.º                       | Europcar                   | + 1 h 11 min 00 s         |                           |
| 6.º                       | Caja Rural-Seguros RGA     | + 1 h 20 min 44 s         |                           |
| 7.º                       | Tinkoff-Saxo               | + 1 h 40 min 58 s         |                           |
| 8.º                       | Etixx-Quick Step           | + 1 h 43 min 44 s         |                           |
| 9.º                       | Lotto-Soudal               | + 1 h 55 min 17 s         |                           |
| 10.º                      | Cofidis, Solutions Crédits | + 2 h 36 min 11 s         |                           |

### Premio a la combatividad
| Posición | Ciclista     | Equipo |
| -------- | ------------ | ------ |
|          | Chris Froome | Sky    |

## Evolución de las clasificaciones
| Etapa                   |                          | Ganador _            | Clasificación general | Puntos           | Montaña            | Combatividad      | Combinada          | Equipo            |
| ----------------------- | ------------------------ | -------------------- | --------------------- | ---------------- | ------------------ | ----------------- | ------------------ | ----------------- |
| 1.ª etapa               | contrarreloj por equipos | Movistar Team        | Jonathan Castroviejo  | no otorgado      | no otorgado        | no otorgado       | no otorgado        | Movistar Team     |
| 2.ª etapa               | etapa llana              | Nacer Bouhanni       | Alejandro Valverde    | Nacer Bouhanni   | Nathan Haas        | Javier Aramendia  | Valerio Conti      | Movistar Team     |
| 3.ª etapa               | etapa escarpada          | Michael Matthews     | Michael Matthews      | Nacer Bouhanni   | Lluís Mas          | Lluís Mas         | Lluís Mas          | Belkin            |
| 4.ª etapa               | etapa escarpada          | John Degenkolb       | Michael Matthews      | Michael Matthews | Lluís Mas          | Amets Txurruka    | Valerio Conti      | Belkin            |
| 5.ª etapa               | etapa llana              | John Degenkolb       | Michael Matthews      | John Degenkolb   | Lluís Mas          | Pim Ligthart      | Sergio Pardilla    | Belkin            |
| 6.ª etapa               | etapa de montaña         | Alejandro Valverde   | Alejandro Valverde    | John Degenkolb   | Lluís Mas          | Pim Ligthart      | Alejandro Valverde | Belkin            |
| 7.ª etapa               | etapa escarpada          | Alessandro De Marchi | Alejandro Valverde    | John Degenkolb   | Lluís Mas          | Ryder Hesjedal    | Alejandro Valverde | Belkin            |
| 8.ª etapa               | etapa llana              | Nacer Bouhanni       | Alejandro Valverde    | John Degenkolb   | Lluís Mas          | Javier Aramendia  | Alejandro Valverde | Belkin            |
| 9.ª etapa               | etapa de montaña         | Winner Anacona       | Nairo Quintana        | John Degenkolb   | Lluís Mas          | Lluís Mas         | Alejandro Valverde | Movistar Team     |
| 10.ª etapa              | contrarreloj individual  | Tony Martin          | Alberto Contador      | John Degenkolb   | Lluís Mas          | Tony Martin       | Alejandro Valverde | Movistar Team     |
| 11.ª etapa              | etapa de montaña         | Fabio Aru            | Alberto Contador      | John Degenkolb   | Lluís Mas          | Vasil Kiryienka   | Alejandro Valverde | Movistar Team     |
| 12.ª etapa              | etapa llana              | John Degenkolb       | Alberto Contador      | John Degenkolb   | Lluís Mas          | Matthias Krizek   | Alejandro Valverde | Movistar Team     |
| 13.ª etapa              | etapa escarpada          | Dani Navarro         | Alberto Contador      | John Degenkolb   | Lluís Mas          | Luis León Sánchez | Alejandro Valverde | Movistar Team     |
| 14.ª etapa              | etapa de montaña         | Ryder Hesjedal       | Alberto Contador      | John Degenkolb   | Luis León Sánchez  | Movistar Team     | Alejandro Valverde | Luis León Sánchez |
| 15.ª etapa              | etapa de montaña         | Przemysław Niemiec   | Alberto Contador      | John Degenkolb   | Alejandro Valverde | Javier Aramendia  | Alejandro Valverde | Katusha           |
| 16.ª etapa              | etapa de montaña         | Alberto Contador     | Alberto Contador      | John Degenkolb   | Luis León Sánchez  | Luis León Sánchez | Alejandro Valverde | Katusha           |
| 17.ª etapa              | etapa llana              | John Degenkolb       | Alberto Contador      | John Degenkolb   | Luis León Sánchez  | Bob Jungels       | Alejandro Valverde | Katusha           |
| 18.ª etapa              | etapa de montaña         | Fabio Aru            | Alberto Contador      | John Degenkolb   | Luis León Sánchez  | Luis León Sánchez | Alberto Contador   | Katusha           |
| 19.ª etapa              | etapa de media montaña   | Adam Hansen          | Alberto Contador      | John Degenkolb   | Luis León Sánchez  | Pim Ligthart      | Alberto Contador   | Katusha           |
| 20.ª etapa              | etapa de montaña         | Alberto Contador     | Alberto Contador      | John Degenkolb   | Luis León Sánchez  | Jérôme Coppel     | Alberto Contador   | Katusha           |
| 21.ª etapa              | contrarreloj individual  | Adriano Malori       | Alberto Contador      | John Degenkolb   | Luis León Sánchez  | Adriano Malori    | Alberto Contador   | Katusha           |
| Clasificaciones finales | Clasificaciones finales  |                      | Alberto Contador      | John Degenkolb   | Luis León Sánchez  | Chris Froome      | Alberto Contador   | Katusha           |

## UCI World Tour
La Vuelta a España otorgó puntos para el UCI WorldTour 2014, solamente para corredores de equipos UCI ProTeam. Las siguientes tablas son el baremo de puntuación y los ciclistas que obtuvieron puntos:
| Posición              | 1.º | 2.º | 3.º | 4.º | 5.º | 6.º | 7.º | 8.º | 9.º | 10.º | 11.º | 12.º | 13.º | 14.º | 15.º | 16.º | 17.º | 18.º | 19.º | 20.º |
| Clasificación general | 170 | 130 | 100 | 90  | 80  | 70  | 60  | 52  | 44  | 38   | 32   | 26   | 22   | 18   | 14   | 10   | 8    | 6    | 4    | 2    |
| Por etapa             | 16  | 8   | 4   | 2   | 1   |     |     |     |     |      |      |      |      |      |      |      |      |      |      |      |

| Ciclista           | Equipo        | Puntos |
| ------------------ | ------------- | ------ |
| Alberto Contador   | Tinkoff-Saxo  | 213    |
| Christopher Froome | Sky           | 163    |
| Alejandro Valverde | Movistar      | 144    |
| Fabio Aru          | Astana        | 114    |
| Joaquim Rodríguez  | Katusha       | 109    |
| John Degenkolb     | Giant-Shimano | 82     |
| Daniel Martin      | Garmin Sharp  | 79     |
| Samuel Sánchez     | BMC Racing    | 61     |
| Warren Barguil     | Giant-Shimano | 52     |
| Nacer Bouhanni     | FDJ.fr        | 41     |

| Resto de corredores  | Resto de corredores     | Resto de corredores | Resto de corredores |
| -------------------- | ----------------------- | ------------------- | ------------------- |
| Ciclista             | Equipo                  | Puntos              |                     |
| Damiano Caruso       | Cannondale              | 40                  |                     |
| Daniel Moreno        | Katusha                 | 40                  |                     |
| Michael Matthews     | Orica GreenEDGE         | 37                  |                     |
| Mikel Nieve          | Sky                     | 26                  |                     |
| Ryder Hesjedal       | Garmin Sharp            | 24                  |                     |
| Wilco Kelderman      | Belkin                  | 24                  |                     |
| Romain Sicard        | Europcar                | 22                  |                     |
| Alessandro De Marchi | Cannondale              | 20                  |                     |
| Winner Anacona       | Lampre-Merida           | 16                  |                     |
| Adam Hansen          | Lotto Belisol           | 16                  |                     |
| Adriano Malori       | Movistar                | 16                  |                     |
| Tony Martin          | Omega Pharma-Quick Step | 16                  |                     |
| Przemysław Niemiec   | Lampre-Merida           | 16                  |                     |
| Giampaolo Caruso     | Katusha                 | 14                  |                     |
| Fabian Cancellara    | Trek Factory Racing     | 12                  |                     |
| Maxime Monfort       | Lotto Belisol           | 10                  |                     |
| Tom Boonen           | Omega Pharma-Quick Step | 8                   |                     |
| Alexey Lutsenko      | Astana                  | 8                   |                     |
| Jesse Sergent        | Trek Factory Racing     | 8                   |                     |
| Oliver Zaugg         | Lotto Belisol           | 8                   |                     |
| Dominik Nerz         | Cannondale              | 6                   |                     |
| Peter Sagan          | Cannondale              | 6                   |                     |
| Jasper Stuyven       | Trek Factory Racing     | 6                   |                     |
| Roberto Ferrari      | Lampre-Merida           | 5                   |                     |
| Damiano Cunego       | Lampre-Merida           | 4                   |                     |
| Rohan Dennis         | BMC Racing              | 4                   |                     |
| Hubert Dupont        | Ag2r La Mondiale        | 4                   |                     |
| Imanol Erviti        | Movistar                | 4                   |                     |
| Jacopo Guarnieri     | Astana                  | 4                   |                     |
| Moreno Hofland       | Belkin                  | 4                   |                     |
| Filippo Pozzato      | Lampre-Merida           | 4                   |                     |
| Rigoberto Urán       | Omega Pharma-Quick Step | 4                   |                     |
| Vasil Kiryienka      | Sky                     | 2                   |                     |
| Alexandr Kolobnev    | Katusha                 | 2                   |                     |
| Paul Martens         | Belkin                  | 2                   |                     |
| Yannick Martinez     | Europcar                | 2                   |                     |
| Javier Moreno        | Movistar                | 2                   |                     |
| Jimmy Engoulvent     | Europcar                | 1                   |                     |
| Philippe Gilbert     | BMC Racing              | 1                   |                     |
| Gregory Henderson    | Lotto Belisol           | 1                   |                     |
| Nairo Quintana       | Movistar                | 1                   |                     |
| Maximiliano Richeze  | Lampre-Merida           | 1                   |                     |

## Incidentes y sucesos
Los corredores Gianluca Brambilla e Ivan Rovny protagonizaron un incidente en la etapa 16.ª de la Vuelta a España, con intercambio de manotazos. En pleno alto de San Lorenzo, Brambilla le recriminó a Rovny que no colaborase en la escapada y le instó a que relevase en el grupo. Rovny que se mantenía en las primeras posiciones del grupo pero sin participar en los relevos, fue agarrado por la parte de atrás del sillín por Brambilla para que retrasase su posición sin molestar a los relevos. A partir de ahí, ambos corredores intercambiaron golpes mientras seguían pedaleando ante la mirada del propio jurado calificador de etapa y del resto de integrantes de la escapada. Dichos corredores fueron excluidos kilómetros después una vez analizadas las imágenes.
Por otra parte, en esa misma etapa falleció un motorista de la Guardia Civil, encargado de la seguridad en la prueba, en el descenso de la Cobertoria.